# Tokaj
Tokaj är en mindre stad med 3 966 invånare (2019) i Ungern. Staden Tokaj har också givit namn till vindistriktet Tokaj-Hegyalja som tagits upp på Unescos världsarvslista.

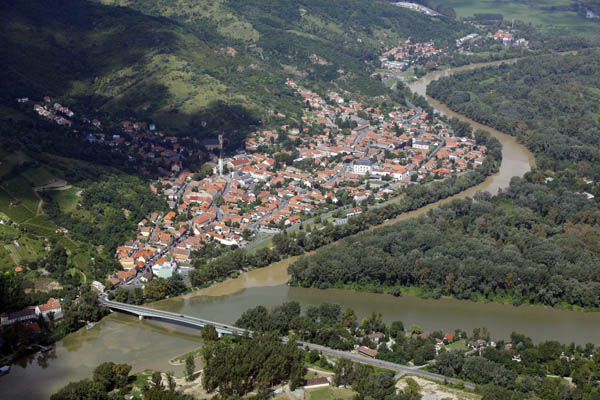
Flygbild över Tokaj.